# Planchonella howeana
Pouteria howeana là một loài thực vật có hoa trong họ Hồng xiêm. Loài này được (F.Muell.) Pierre miêu tả khoa học đầu tiên năm 1890.